# Trichosporon
Trichosporon es un género de hongos basidiomicetos anamórficos de la familia Trichosporonaceae. Todas las especies de Trichosporon son levaduras no teleomorficas de reproducción asexual. La mayoría están típicamente aisladas del suelo, pero varias especies se encuentran como parte natural de la microbiota de la piel de los humanos y otros animales. La proliferación de las levaduras Trichosporon en el cabello puede conducir a una condición desagradable pero no grave conocida como piedra blanca. Las especies de Trichosporon también pueden causar infecciones oportunistas graves (tricosporonosis) en individuos inmunocomprometidos.

## Taxonomía
El género fue descrito por primera vez por el dermatólogo alemán Gustav Behrend en 1890, basado en levaduras aisladas del pelo del bigote donde causaban la condición conocida como "piedra blanca". Behrend llamó a su nueva especie T. ovoides, pero posteriormente Trichosporon beigelii fue considerado como un nombre anterior para la misma especie y fue aceptado como el género tipo de Trichosporon.
Más de 100 especies de levaduras adicionales fueron identificadas como Trichosporon por autores posteriores. Con el advenimiento de la secuencia de ADN, quedó claro que muchas de estas especies adicionales pertenecían a otros géneros. Según los análisis cladísticos basados en la secuencia de ADN, hasta ahora se aceptan menos de 40 especies en el género. Dichos análisis cladísticos han situado a Trichosporon y otras levaduras relacionadas como más estrechamente emparentadas con los hongos gelatinosos y las setas en la subdivisión Agaricomycotina.
Los análisis de la secuencia de ADN también ha demostrado que la piedra blanca puede ser causada por más de una especie de Trichoporon.

## Descripción y hábitat
Las especies de Trichosporon se distinguen microscópicamente por ser células de levadura que germinan para producir hifas hialinas que se desarticulan en los tabiques, los compartimientos hifales actúan como artroconidios (propágulos asexuales). No se conocen estados teleomórficos (sexuales).
Las especies están muy extendidas y se han aislado de una amplia gama de sustratos, incluido el cabello humano (Trichosporon ovoides), el suelo (T. guehoae), quesos (T. caseorum), escarabajos (T. scarabaeorum), excrementos de loros (T. coremiiforme) y agua de mar (T. dermatis), etc.

## Patógenos humanos

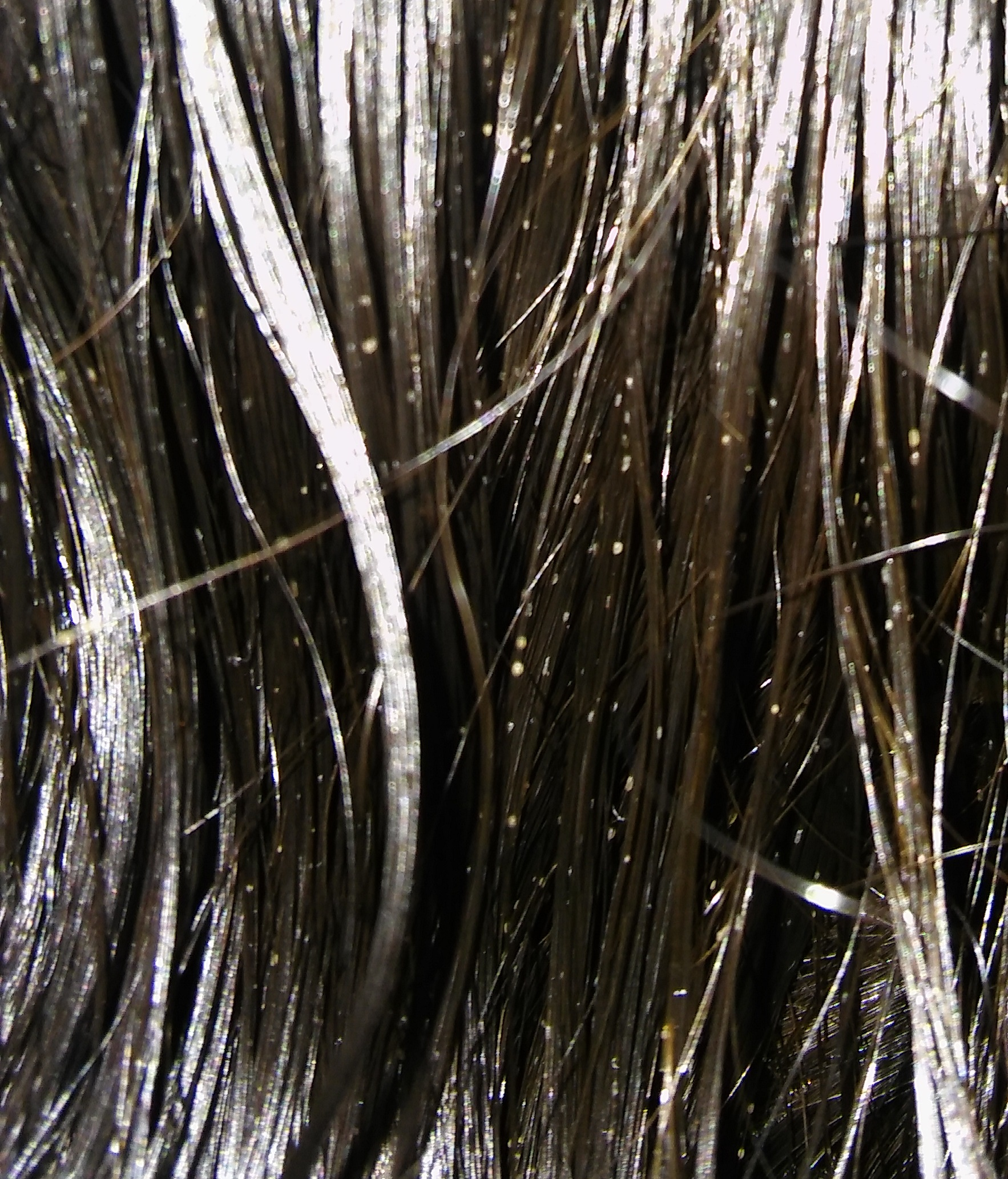
Piedras blancas en el cuero cabelludo.

Varias especies de Trichosporon se encuentran naturalmente como parte de la microbiota de la piel humana. Ocasionalmente, en circunstancias de alta humedad, la levadura puede proliferar, causando una condición de cabello desagradable pero inofensiva conocida como piedra blanca. Nódulos suaves y pálidos que contienen células de levadura y artroconidios se forman en los pelos del cuero cabelludo y el cuerpo. Las especies responsables incluyen a Trichosporon ovoides, T.inkin, T. asahii, T. mucoides, T. asteroides y T. cutaneum. El nombre obsoleto T. beigelii se aplicaba anteriormente a todas o cualquiera de estas especies.
Se han informado infecciones oportunistas mucho más graves , denominadas colectivamente tricosporonosis, en individuos inmunocomprometidos. Las especies que se dice que son agentes de la tricosporonosis son T. asahii, T. asteroides, T. cutaneum, T.dermatis, T. dohaense, T. inkin, T. loubieri, T. mucoides y T. ovoides.

## Especies
Se han descrito las siguientes especies:
- Trichosporon aquatile
- Trichosporon asahii
- Trichosporon asteroides
- Trichosporon beigelii
- Trichosporon brassicae
- Trichosporon caseorum
- Trichosporon chiarellii
- Trichosporon coremiiforme
- Trichosporon cutaneum
- Trichosporon debeurmannianum
- Trichosporon dehoogii
- Trichosporon dermatis
- Trichosporon dohaense
- Trichosporon domesticum
- Trichosporon dulcitum
- Trichosporon faecale
- Trichosporon gamsii
- Trichosporon gracile
- Trichosporon guehoae
- Trichosporon inkin
- Trichosporon insectorum
- Trichosporon japonicum
- Trichosporon jirovecii
- Trichosporon lactis
- Trichosporon laibachii
- Trichosporon lignicola
- Trichosporon loubieri
- Trichosporon moniliiforme
- Trichosporon montevideense
- Trichosporon mucoides
- Trichosporon multisporum
- Trichosporon mycotoxinivorans
- Trichosporon ovoides
- Trichosporon porosum
- Trichosporon scarabaeorum
- Trichosporon sinense
- Trichosporon smithiae
- Trichosporon sporotrichoides
- Trichosporon terricola
- Trichosporon tryphenardum
- Trichosporon vadense
- Trichosporon vanderwaltii
- Trichosporon veenhuisii